# جان بروير (لاعب كرة قدم)
جان بروير (بالهولندية: Jan Brouwer)‏ هو لاعب كرة قدم ومدرب كرة قدم هولندي، ولد في 24 مايو 1940 في فلاردينجن في هولندا.